# Кодифікатор адміністративно-територіальних одиниць та територій територіальних громад
Кодифікатор адміністративно-територіальних одиниць та територій територіальних громад (КАТОТТГ) — національний реєстр адміністративно-територіальних одиниць та територій територіальних громад України, введений 26 листопада 2020 року наказом Міністерства розвитку громад та територій України (Мінрегіону) на заміну своєму попереднику, класифікатору об'єктів адміністративно-територіального устрою України (КОАТУУ). Він призначений для створення, збирання, накопичення, обробки, обліку інформації щодо адмінтеродиниць та територій тергромад.
Його введення було наслідком адміністративно-територіальної реформи в Україні, розпочатої в 2015 році, протягом якої населені пункти сусідніх сільських, селищних та міських рад поступово об'єднувались в територіальні громади, та частиною якої було створення нових районів у липні 2020 року, внаслідок чого кількість районів скоротилась з 490 до 136.
За ведення електронного реєстру відповідає Мінрегіон.

## Структура
Адміністративно-територіальні одиниці поділені на п'ять рівнів:
1. Перший рівень — області, Автономна Республіка Крим, міста, що мають спеціальний статус (Київ та Севастополь);
2. Другий рівень — райони в областях та в Автономній Республіці Крим;
3. Третій рівень — територіальні громади (в областях та в АРК);
4. Четвертий рівень — міста, села, селища (населені пункти);
5. Додатковий рівень — райони в містах (в тому числі в містах, що мають спеціальний статус).

Адміністративно-територіальні одиниці також поділені за категорією, кожна категорія має своє однолітерне скорочення (латинською абеткою):
- O — області та АРК;
- K — міста, що мають спеціальний статус (Київ та Севастополь);
- P — райони в областях та в АРК;
- H — територіальні громади;
- M — міста;
- T — селища міського типу (застосовувалося до 2024 року, замінено на X);
- C — села;
- X — селища;
- B — райони в містах.

## Коди
```
UA
|
ОО
|
РР
|
ГГГ
|
ППП
|
ММ
|
УУУУУ
```

Код адміністративно-територіальної одиниці складається з літер «UA» (код України за ISO 3166-1), за якими слідують 17 цифр. 
| Код                             | Розшифрування | Позиція у коді     | Роз'яснення |
| ------------------------------- | ------------- | ------------------ | --- |
| UA\|ОО\|РР\|ГГГ\|ППП\|ММ\|УУУУУ | ОО            | 1, 2               | Перші дві цифри — це код адміністративно-територіальної одиниці першого рівня (області, АРК або міста зі спеціальним статусом), при чому він збігається із кодом, який ця одиниця мала в КОАТУУ (наприклад «80» для Києва, так само як і в КОАТУУ). |
| UA\|ОО\|РР\|ГГГ\|ППП\|ММ\|УУУУУ | РР            | 3, 4               | Наступні дві цифри — це код району. |
| UA\|ОО\|РР\|ГГГ\|ППП\|ММ\|УУУУУ | ГГГ           | 5, 6, 7            | Наступні три — це код територіальної громади. |
| UA\|ОО\|РР\|ГГГ\|ППП\|ММ\|УУУУУ | ППП           | 8, 9, 10           | Ще три цифри — це код населеного пункту. |
| UA\|ОО\|РР\|ГГГ\|ППП\|ММ\|УУУУУ | ММ            | 11, 12             | Подальші дві є кодом району в місті. |
| UA\|ОО\|РР\|ГГГ\|ППП\|ММ\|УУУУУ | УУУУУ         | 13, 14, 15, 16, 17 | Останні п'ять цифр є унікальним ідентифікатором об'єкту. |

Якщо якась із частин коду незастосовна до конкретної одиниці (наприклад код району в місті є незастосовним для територіальних громад), то в цій частині коду ставляться нулі. Наприклад село Нові Безрадичі має код «UA32120070080094229», і в цьому коді два нулі на одинадцятій та дванадцятій позиції (виділені жирним шрифтом) є кодом району в місті, і там стоять саме нулі, оскільки код району в місті не застосовується до сіл.
Список кодів областей (перші дві цифри коду КАТОТТГ — ОО у таблиці) повністю збігається зі списком кодів КОАТУУ для областей.

## Приклади
- UA74000000000025378 — Чернігівська область
- UA46140000000036328 — Яворівський район Львівської області
- UA71020270000021083 — Стеблівська територіальна громада
- UA32120070080094229 — село Нові Безрадичі
- UA80000000000210193 — Дарницький район міста Києва